# Hotel Morgans
El Hotel Morgans (en inglés: Morgans Hotel) es un hotel en Swansea, Gales, Reino Unido. Se describe a sí mismo como único hotel boutique de Swansea, el hotel es el único con calificación de cinco estrellas de la Welsh Tourist Board hotel en Swansea, a pesar de que sólo está clasificado como cuatro estrellas por estándares internacionales. El hotel ocupa un edificio protegido junto a las oficinas de la South Wales Evening Post en el Barrio Marítimo, antiguamente utilizado por la Associated British Ports. Un adicional de 21 habitaciones se encuentran en una casa cercana.